# Lanester (série télévisée)
Pour les articles homonymes, voir Lanester.
Lanester est une série policière française diffusée depuis 2014 sur France 2.
Adaptée de l’œuvre de Françoise Guérin, elle est composée à ce jour de 3 téléfilms :
- À la vue, à la mort, réalisé par Franck Mancuso et diffusé le 22 janvier 2014 ;
- Memento Mori, réalisé par Franck Mancuso et diffusé le 25 janvier 2016 ;
- Les Enfants de la dernière pluie, réalisé par Jean-Marc Brondolo et diffusé le 9 mars 2018.

## Synopsis
- Épisode 1 : Un tueur en série sévit selon le même mode opératoire : ses victimes sont énucléées. Chargé de l'enquête, le commandant Éric Lanester perd la vue sans raison apparente sur l'une des scènes de crime.

## Fiche technique
- Réalisation : Franck Mancuso (ép. 1 et 2), Jean-Marc Brondolo (ép. 3)
- Scénario et dialogues : Franz-Olivier Giesbert, Franck Mancuso, Valérie Toranian d'après l'œuvre de Françoise Guérin
- Photographie : Laurent Machuel et Matthieu Misiraca
- Musique : Krishna Levy
- Production : Chantal Michaux et Jean-Luc Michaux
- Première diffusion : 22 janvier 2014 sur France 2

## Distribution
- Richard Berry : Éric Lanester
- Emma de Caunes : Gabrielle Stahl
- Hippolyte Girardot : le professeur Vincent Gerhardt
- Bruno Salomone (ép. 1) puis Olivier Sitruk (ép. 2 et 3) : Xavier Lanester
- Agnès Blanchot : Max Fabrega
- Isabelle Candelier : le docteur Jacynthe Bergeret
- Farid Elouardi : Adam Kebchi
- Nicky Marbot : Charles Kaminski
- Brice Fournier : Hervé Barthélemy
- Maher Kamoun : Kamel Halfi
- Jeanne Bournaud : Carla Gomez
- Xavier Lemaître : Thomas Valdini (ép. 2)
- Claudia Tagbo : Léonie Saint-Martin
- Catherine Benguigui : le docteur Irène Massoni
- Virginie Ledieu : l'hôtesse d'accueil de l'hôpital (ép. 1)
- Thierry Frémont : Pierre-Marie Raynaud (ép. 3)
- Jean-Philippe Ecoffey : Alain Martel (ép. 3)
- Marie-Josée Croze : Élisabeth Bassonville (ép. 3)
- Hervé Rey : Jean-Denis Tarnos (ép 3)

## Épisodes
1. A la vue à la mort : Le premier téléfilm est adapté du roman À la vue, à la mort. Il est diffusé le 22 janvier 2014 et rediffusé le 2 mars 2018 sur France 2.
2. Memento Mori : En novembre 2014, France 2 annonce le tournage d'un second épisode. Adapté du roman Cherche jeunes filles à croquer[1], il est à nouveau réalisé par Franck Mancuso et diffusé le 25 janvier 2016 puis rediffusé le 2 mars 2018 sur France 2.
3. Les Enfants de la dernière pluie : Le troisième épisode, réalisé par Jean-Marc Brondolo, est tourné en juin 2016 pour une diffusion le 9 mars 2018 sur France 2.